# 再看我一眼
《再看我一眼》（英語：See You after Life），2017年公視新創電影，由許安植、白潤音、喜翔、王自強領銜主演。公視+搶先於2017年10月16日上線，公視主頻於10月29日上檔。

## 播出時間

### 首播
| 頻道     | 所在地 | 首播日期       | 播放時間          |
| -------- | ------ | -------------- | ----------------- |
| 公視主頻 | 臺灣   | 2017年10月29日 | 週日 23:30－01:01 |

## 故事大綱
王大陽在妻子過世後獨自撫養無血緣關係的女兒，為了能夠負擔女兒大學的學費，兩人搬到較便宜的凶宅住，卻意外遇上凶宅裡的惡鬼張國忠，張國忠利用了王大陽的身體，幫助王大陽擺平了生活上的困難，但背地裡卻有著陰謀與計畫。

## 演員列表

### 主要演員
| 演員   | 角色   | 介紹                                                                                         |
| 喜翔   | 鬼父親 | 退役前警官。因眼睛受傷而被迫退役，最後被不堪家暴的妻子殺死。                                 |
| 王自強 | 王大陽 | 計程車司機。在妻子過世後獨自扶養女兒，在身體健康狀況不佳時被惡鬼利用，至後被附身而失去自我。 |
| 許安植 | 小慧   | 王大陽的女兒，但兩人並沒有血緣關係。                                                         |
| 白潤音 | 兒子   | 鬼父親的兒子，在父母雙亡後，時常感覺到父親的存在，面對待他如親人的小慧，而逐漸有了罪惡感。   |

### 其他演員
| 演員   | 角色     | 介紹                                             |
| 柯奐如 | 媽媽     | 鬼父親的妻子，因受不了長期遭丈夫家暴而將其殺害。 |
| 江炎樹 | 保險員   | 王大陽的保險業務員。                             |
| 蔡琳森 | 中年人   | 王大陽乘客。（台灣詩人）                         |
| 張訓瑋 | 黑衣人   | 同時也是張耀升原著改編的電影《藍色項圈》導演。   |
| 葉永銘 | 法師     | 法師。                                           |
| 吳介民 | 莊家     | 莊家。                                           |
| 陳柏帆 | 賭客     | 賭客。                                           |
| 楊奇霖 | 賭客     | 賭客。                                           |
| 崔舜華 | 賭客女友 | 賭客女友。（台灣詩人）                           |
| 劉子寧 | 櫃台人員 | 補習班櫃台服務人員。                             |
| 王麗雁 | 櫃台人員 | 補習班櫃台服務人員。                             |

## 外部連結
- 官方网站
- 公視新創電影的Facebook專頁

| 公視主頻 週日 22:30－01:00 | 公視主頻 週日 22:30－01:00    | 公視主頻 週日 22:30－01:00 |
| -------------------------- | ----------------------------- | -------------------------- |
|                            | 再看我一眼 （2017年10月29日） |                            |
| 林投記 （2017年10月22日）  | 魚男 （2017年11月5日）        |                            |